# Konakovo
Konakovo è una cittadina della Russia europea centrale (Oblast' di Tver'), situata sul fiume Volga; è capoluogo dell'omonimo distretto.
Fondata nel 1806, ottenne lo status di città nel 1937.